# Thủ tướng Ai Cập
Thủ tướng Ai Cập (tiếng Ả Rập: رئيس الوزراء المصري,رئيس الحكومة) là người đứng đầu chính phủ Ai Cập. Mostafa Madbouly là thủ tướng đương nhiệm từ tháng 6 năm 2018.

## Danh sách thủ tướng Ai Cập
| • Phó vương Ai Cập (1878 – 1914) •                                                                         |             | |                                                            |                                    |                                       |
| 1 | không khung | Nubar Pasha نوبار باشا Tháng 1 năm 1825 – 14 tháng 1 năm 1889                                          | 28 tháng 8 năm 1878 – 23 tháng 2 năm 1879 179 ngày         | Độc lập                            | Isma'il Pasha (1863 – 1879)           |
| — | không khung | Isma'il Pasha إسماعيل باشا 31 tháng 12 năm 1930 – 2 tháng 3 năm 1895 (Khedive)                         | 23 tháng 2 năm 1879 – 10 tháng 3 năm 1879 15 ngày          | Độc lập                            | Isma'il Pasha (1863 – 1879)           |
| 2 | không khung | Muhammad Tawfiq Pasha محمد توفيق باشا Tháng 1 năm 1825 – 14 tháng 1 năm 1889                           | 10 tháng 3 năm 1879 – 7 tháng 4 năm 1879 28 ngày           | Độc lập                            | Isma'il Pasha (1863 – 1879)           |
| 3 | không khung | Muhammad Sharif Pasha محمد شريف باشا Tháng 2 năm 1826 – 20 tháng 4 năm 1887                            | 7 tháng 4 năm 1879 – 18 tháng 8 năm 1979 133 ngày          | Độc lập                            | Isma'il Pasha (1863 – 1879)           |
| — | không khung | Muhammad Tawfiq Pasha محمد توفيق باشا (30 tháng 4/15 tháng 11 năm 1852 – 7 tháng 1 năm 1892) (Khedive) | 18 tháng 8 năm 1879 – 21 tháng 9 năm 1879 34 ngày          | Độc lập                            | Tewfik Pasha (1879 – 1892)            |
| 4 |             | Riyad Pasha رياض باشا (1836 – 1911)                                                                    | 21 tháng 9 năm 1879 – 10 tháng 9 năm 1881 1 năm, 354 ngày  | Độc lập                            | Tewfik Pasha (1879 – 1892)            |
| (3) | không khung | Muhammad Sharif Pasha محمد شريف باشا Tháng 2 năm 1826 – 20 tháng 4 năm 1887                            | 14 tháng 9 năm 1881 – 4 tháng 2 năm 1882 143 ngày          | Độc lập                            | Tewfik Pasha (1879 – 1892)            |
| 5 | không khung | Mahmoud Sami el-Baroudi محمود سامي البارودي (11 tháng 6 năm 1839 – 11 tháng 12 năm 1904)               | 4 tháng 2 năm 1882 – 26 tháng 5 năm 1882 111 ngày          | Độc lập                            | Tewfik Pasha (1879 – 1892)            |
| 6 | không khung | Isma'il Raghib Pasha إسماعيل راغب باشا (17 tháng 8 năm 1819 – 1884)                                    | 18 tháng 6 năm 1882 – 21 tháng 8 năm 1882 64 ngày          | Độc lập                            | Tewfik Pasha (1879 – 1892)            |
| — | không khung | Ahmed ʻUrabi أحمد عرابي (31 tháng 3 năm 1841 – 21 tháng 9 năm 1911) Trong cuộc khởi nghĩa              | 1 tháng 7 năm 1882 – 13 tháng 9 năm 1882 111 ngày          | Quân đội                           | Tewfik Pasha (1879 – 1892)            |
| (3) | không khung | Muhammad Sharif Pasha محمد شريف باشا Tháng 2 năm 1826 – 20 tháng 4 năm 1887                            | 21 tháng 8 năm 1882 – 7 tháng 1 năm 1884 1 năm, 139 ngày   | Độc lập                            | Tewfik Pasha (1879 – 1892)            |
| (1) | không khung | Nubar Pasha نوبار باشا Tháng 1 năm 1825 – 14 tháng 1 năm 1889                                          | 10 tháng 1 năm 1884 – 9 tháng 6 năm 1888 4 năm, 151 ngày   | Độc lập                            | Tewfik Pasha (1879 – 1892)            |
| (4) |             | Riyad Pasha رياض باشا (1836 – 1911)                                                                    | 9 tháng 6 năm 1888 – 12 tháng 5 năm 1891 2 năm, 337 ngày   | Độc lập                            | Tewfik Pasha (1879 – 1892)            |
| 7 | không khung | Mustafa Fahmi Pasha مصطفى فهمي باشا (11 tháng 6 năm 1840 – 13 tháng 9 năm 1914)                        | 12 tháng 5 năm 1891 – 15 tháng 1 năm 1893 1 năm, 248 ngày  | Độc lập                            | Tewfik Pasha (1879 – 1892)            |
| 8 | không khung | Hussein Fahri Pasha حسين فخري باشا (1843 – 1910)                                                       | 15 – 17 tháng 1 năm 1893 2 ngày                            | Độc lập                            | Abbas Helmi II (1892 – 1914)          |
| (4) |             | Riyad Pasha رياض باشا (1836 – 1911)                                                                    | 17 tháng 1 năm 1893 – 16 tháng 4 năm 1894 1 năm, 89 ngày   | Độc lập                            | Abbas Helmi II (1892 – 1914)          |
| (1) | không khung | Nubar Pasha نوبار باشا Tháng 1 năm 1825 – 14 tháng 1 năm 1889                                          | 16 tháng 4 năm 1894 – 12 tháng 11 năm 1895 1 năm, 239 ngày | Độc lập                            | Abbas Helmi II (1892 – 1914)          |
| (7) | không khung | Mustafa Fahmi Pasha مصطفى فهمي باشا (11 tháng 6 năm 1840 – 13 tháng 9 năm 1914)                        | 12 tháng 11 năm 1895 – 12 tháng 11 năm 1908 13 năm, 0 ngày | Độc lập                            | Abbas Helmi II (1892 – 1914)          |
| 9 | không khung | Boutros Ghali بطرس غالي (12 tháng 5 năm 1846 – 21 tháng 2 năm 1910)                                    | 12 tháng 11 năm 1908 – 21 tháng 2 năm 1910 1 năm, 72 ngày  | Độc lập                            | Abbas Helmi II (1892 – 1914)          |
| 10 | không khung | Muhammad Said Pasha محمد سعيد باشا (19 tháng 1 năm 1863 – 1928)                                        | 22 tháng 2 năm 1910 – 5 tháng 4 năm 1914 4 năm, 42 ngày    | Độc lập                            | Abbas Helmi II (1892 – 1914)          |
| 11 | không khung | Hussein Rushdi Pasha حسين رشدي باشا (12 tháng 5 năm 1846 – 21 tháng 2 năm 1910)                        | 5 tháng 4 – 19 tháng 12 năm 1914 258 ngày                  | Độc lập                            | Abbas Helmi II (1892 – 1914)          |
| • Vương quốc Hồi giáo Ai Cập (1914 – 1922) •                                                               |             | |                                                            |                                    |                                       |
| (11) | không khung | Hussein Rushdi Pasha حسين رشدي باشا (12 tháng 5 năm 1846 – 21 tháng 2 năm 1910)                        | 19 tháng 12 năm 1914 – 12 tháng 4 năm 1919 4 năm, 114 ngày | Độc lập                            | Hussein Kamel (1914 – 1917)           |
| (11) | không khung | Hussein Rushdi Pasha حسين رشدي باشا (12 tháng 5 năm 1846 – 21 tháng 2 năm 1910)                        | 19 tháng 12 năm 1914 – 12 tháng 4 năm 1919 4 năm, 114 ngày | Độc lập                            | Fuad I (1917 – 1936)                  |
| (10) | không khung | Muhammad Said Pasha محمد سعيد باشا (19 tháng 1 năm 1863 – 1928)                                        | 21 tháng 5 – 19 tháng 11 năm 1919 179 ngày                 | Độc lập                            | Fuad I (1917 – 1936)                  |
| 12 | không khung | Youssef Wahba Pasha يوسف باشا وهبة (1852 – 1934)                                                       | 19 tháng 11 năm 1919 – 20 tháng 5 năm 1920 183 ngày        | Độc lập                            | Fuad I (1917 – 1936)                  |
| 13 | không khung | Muhammad Tawfiq Nasim Pasha محمد توفيق نسيم باشا (30 tháng 6 năm 1874 – 8 tháng 3 năm 1938)            | 20 tháng 5 năm 1920 – 16 tháng 3 năm 1921 300 ngày         | Độc lập                            | Fuad I (1917 – 1936)                  |
| 14 | không khung | Adli Yakan Pasha عدلي يكن باشا (16 tháng 1 năm 1864 – 22 tháng 10 năm 1933)                            | 16 tháng 3 năm 1921 – 1 tháng 3 năm 1922 350 ngày          | Đảng Lập hiến Tự do                | Fuad I (1917 – 1936)                  |
| • Vương quốc Ai Cập (1922 – 1953) •                                                                        |             | |                                                            |                                    |                                       |
| 15 | không khung | Abdel Khalek Sarwat Pasha عبد الخالق ثروت باشا (1873 – 1928)                                           | 1 tháng 3 năm 1922 – 30 tháng 11 năm 1922 274 ngày         | Đảng Lập hiến Tự do                | Fuad I (1917 – 1936)                  |
| (13) | không khung | Muhammad Tawfiq Nasim Pasha محمد توفيق نسيم باشا (30 tháng 6 năm 1874 – 8 tháng 3 năm 1938)            | 30 tháng 11 năm 1922 – 15 tháng 3 năm 1923 105 ngày        | Độc lập                            | Fuad I (1917 – 1936)                  |
| 16 | không khung | Yahya Ibrahim Pasha يحى إبراهيم (1861–1936)                                                            | 15 tháng 3 năm 1923 – 26 tháng 1 năm 1924 317 ngày         | Độc lập                            | Fuad I (1917 – 1936)                  |
| 17 | không khung | Saad Zaghlul Pasha سعد زغلول (Tháng 7 năm 1857 – 23 tháng 8 năm 1927)                                  | 26 tháng 1 – 24 tháng 11 năm 1924 305 ngày                 | Đảng Wafd                          | Fuad I (1917 – 1936)                  |
| 18 | không khung | Ahmad Ziwar Pasha أحمد زيوار باشا (1864–1945)                                                          | 24 tháng 11 năm 1924 – 7 tháng 6 năm 1926 1 năm, 195 ngày  | Đảng Liên bang                     | Fuad I (1917 – 1936)                  |
| (14) | không khung | Adli Yakan Pasha عدلي يكن باشا (16 tháng 1 năm 1864 – 22 tháng 10 năm 1933)                            | 7 tháng 6 năm 1926 – 26 tháng 4 năm 1927 323 ngày          | Đảng Lập hiến Tự do                | Fuad I (1917 – 1936)                  |
| (15) | không khung | Abdel Khalek Sarwat Pasha عبد الخالق ثروت باشا (1873 – 1928)                                           | 26 tháng 4 năm 1927 – 16 tháng 3 năm 1928 325 ngày         | Đảng Lập hiến Tự do                | Fuad I (1917 – 1936)                  |
| 19 | không khung | Mustafa el-Nahhas Pasha مصطفى النحاس باش (15 tháng 6 năm 1879 – 23 tháng 8 năm 1965)                   | 16 tháng 3 – 27 tháng 6 năm 1928 103 ngày                  | Đảng Wafd                          | Fuad I (1917 – 1936)                  |
| 20 | không khung | Mohamed Mahmoud Pasha محمد محمود باشا (4 tháng 4 năm 1877 – 1 tháng 2 năm 1941)                        | 27 tháng 6 năm 1928 – 4 tháng 10 năm 1929 1 năm, 99 ngày   | Đảng Lập hiến Tự do                | Fuad I (1917 – 1936)                  |
| (14) | không khung | Adli Yakan Pasha عدلي يكن باشا (16 tháng 1 năm 1864 – 22 tháng 10 năm 1933)                            | 4 tháng 10 năm 1929 – 1 tháng 1 năm 1930 89 ngày           | Đảng Lập hiến Tự do                | Fuad I (1917 – 1936)                  |
| (19) | không khung | Mustafa el-Nahhas Pasha مصطفى النحاس باش (15 tháng 6 năm 1879 – 23 tháng 8 năm 1965)                   | 1 tháng 1 – 20 tháng 6 năm 1930 170 ngày                   | Đảng Wafd                          | Fuad I (1917 – 1936)                  |
| 21 | không khung | Isma'il Sidqi Pasha إسماعيل صدقي (15 tháng 6 năm 1875 – 9 tháng 7 năm 1950)                            | 20 tháng 6 năm 1930 – 22 tháng 9 năm 1933 3 năm, 94 ngày   | Đảng Nhân dân                      | Fuad I (1917 – 1936)                  |
| 22 | không khung | Abdel Fattah Yahya Pasha يحيى إبراهيم باشا (1876–1951)                                                 | 22 tháng 9 năm 1933 – 15 tháng 11 năm 1934 1 năm, 54 ngày  | Đảng Ittihad                       | Fuad I (1917 – 1936)                  |
| (13) | không khung | Muhammad Tawfiq Nasim Pasha محمد توفيق نسيم باشا (30 tháng 6 năm 1874 – 8 tháng 3 năm 1938)            | 15 tháng 11 năm 1934 – 30 tháng 1 năm 1936 1 năm, 76 ngày  | Đảng Ittihad                       | Fuad I (1917 – 1936)                  |
| 23 | không khung | Ali Mahir Pasha علي ماهر باشا (9 tháng 1 năm 1882 – 25 tháng 8 năm 1960)                               | 30 tháng 1 – 9 tháng 5 năm 1936 100 ngày                   | Đảng Ittihad                       | Fuad I (1917 – 1936)                  |
| (19) | không khung | Mustafa el-Nahhas Pasha مصطفى النحاس باش (15 tháng 6 năm 1879 – 23 tháng 8 năm 1965)                   | 9 tháng 5 năm 1936 – 29 tháng 12 năm 1937 1 năm, 234 ngày  | Đảng Wafd                          | Farouk I (1936 – 1952)                |
| (20) | không khung | Mohamed Mahmoud Pasha محمد محمود باشا (4 tháng 4 năm 1877 – 1 tháng 2 năm 1941)                        | 29 tháng 12 năm 1937 – 18 tháng 8 năm 1939 1 năm, 232 ngày | Đảng Wafd                          | Farouk I (1936 – 1952)                |
| (23) | không khung | Ali Mahir Pasha علي ماهر باشا (9 tháng 1 năm 1882 – 25 tháng 8 năm 1960)                               | 18 tháng 8 năm 1939 – 28 tháng 6 năm 1940 315 ngày         | Đảng Ittihad                       | Farouk I (1936 – 1952)                |
| 24 | không khung | Hassan Sabry Pasha حسن صبرى باشا (1879 – 14 tháng 11 năm 1940)                                         | 28 tháng 6 – 14 tháng 11 năm 1940 140 ngày                 | Độc lập                            | Farouk I (1936 – 1952)                |
| 25 | không khung | Hussein Serry Pasha حسين سري باشا (1894 – 1960)                                                        | 14 tháng 11 năm 1940 – 6 tháng 2 năm 1942 1 năm, 83 ngày   | Độc lập                            | Farouk I (1936 – 1952)                |
| (19) | không khung | Mustafa el-Nahhas Pasha مصطفى النحاس باش (15 tháng 6 năm 1879 – 23 tháng 8 năm 1965)                   | 6 tháng 2 năm 1942 – 10 tháng 10 năm 1944 2 năm, 247 ngày  | Đảng Wafd                          | Farouk I (1936 – 1952)                |
| 26 | không khung | Ahmad Maher Pasha أحمد ماهر باشا (1888 – 24 tháng 2 năm 1945)                                          | 10 tháng 10 năm 1944 – 24 tháng 2 năm 1945 137 ngày        | Đảng Thể chế Saadist               | Farouk I (1936 – 1952)                |
| 27 | không khung | Mahmoud El Nokrashy Pasha حمود فهمى النقراشى باش (26 tháng 4 năm 1888 – 28 tháng 12 năm 1948)          | 26 tháng 2 năm 1945 – 17 tháng 2 năm 1946 137 ngày         | Đảng Thể chế Saadist               | Farouk I (1936 – 1952)                |
| 21 | không khung | Isma'il Sidqi Pasha إسماعيل صدقي (15 tháng 6 năm 1875 – 9 tháng 7 năm 1950)                            | 17 tháng 2 năm 1946 – 9 tháng 12 năm 1946 295 ngày         | Đảng Nhân dân                      | Farouk I (1936 – 1952)                |
| (27) | không khung | Mahmoud El Nokrashy Pasha حمود فهمى النقراشى باش (26 tháng 4 năm 1888 – 28 tháng 12 năm 1948)          | 9 tháng 12 năm 1946 – 28 tháng 12 năm 1948 2 năm, 19 ngày  | Đảng Thể chế Saadist               | Farouk I (1936 – 1952)                |
| 28 | không khung | Ibrahim Abdel Hady Pasha إبراهيم عبد الهادي (14 tháng 2 năm 1896 – 18 tháng 2 năm 1981)                | 28 tháng 12 năm 1948 – 26 tháng 7 năm 1949 210 ngày        | Đảng Thể chế Saadist               | Farouk I (1936 – 1952)                |
| (25) | không khung | Hussein Serry Pasha حسين سري باشا (1894 – 1960)                                                        | 26 tháng 7 năm 1949 – 12 tháng 1 năm 1950 170 ngày         | Độc lập                            | Farouk I (1936 – 1952)                |
| (19) | không khung | Mustafa el-Nahhas Pasha مصطفى النحاس باش (15 tháng 6 năm 1879 – 23 tháng 8 năm 1965)                   | 12 tháng 1 năm 1950 – 27 tháng 1 năm 1952 2 năm, 15 ngày   | Đảng Wafd                          | Farouk I (1936 – 1952)                |
| (23) | không khung | Ali Mahir Pasha علي ماهر باشا (9 tháng 1 năm 1882 – 25 tháng 8 năm 1960)                               | 27 tháng 1 – 2 tháng 3 năm 1952 35 ngày                    | Đảng Ittihad                       | Farouk I (1936 – 1952)                |
| 29 | không khung | Ahmed Naguib el-Hilaly Pasha أحمد نجيب الهلالى (1 tháng 10 năm 1891 – Tháng 12 năm 1958)               | 2 tháng 3 – 2 tháng 7 năm 1952 122 ngày                    | Độc lập                            | Farouk I (1936 – 1952)                |
| (25) | không khung | Hussein Serry Pasha حسين سري باشا (1894 – 1960)                                                        | 2 – 22 tháng 7 năm 1952 20 ngày                            | Độc lập                            | Farouk I (1936 – 1952)                |
| (29) | không khung | Ahmed Naguib el-Hilaly Pasha أحمد نجيب الهلالى (1 tháng 10 năm 1891 – Tháng 12 năm 1958)               | 22 – 23 tháng 7 năm 1952 1 ngày                            | Độc lập                            | Farouk I (1936 – 1952)                |
| (23) | không khung | Ali Mahir Pasha علي ماهر باشا (9 tháng 1 năm 1882 – 25 tháng 8 năm 1960)                               | 23 tháng 7 – 7 tháng 9 năm 1952 46 ngày                    | Đảng Ittihad                       | Fuad II (1952 – 1953)                 |
| 30 | không khung | Mohamed Naguib محمد نجيب (19 tháng 2 năm 1901 – 28 tháng 8 năm 1984)                                   | 7 tháng 9 năm 1952 – 18 tháng 6 năm 1953 284 ngày          | Quân đội / Mặt trận Giải phóng     | Fuad II (1952 – 1953)                 |
| • Cộng hòa Ai Cập (1953–1958) •                                                                            |             | |                                                            |                                    |                                       |
| (30) | không khung | Mohamed Naguib محمد نجيب (19 tháng 2 năm 1901 – 28 tháng 8 năm 1984)                                   | 18 tháng 6 năm 1953 – 25 tháng 2 năm 1954 252 ngày         | Quân đội / Mặt trận Giải phóng     | Mohamed Naguib (1953 – 1954)          |
| 31 | không khung | Gamal Abdel Nasser جمال عبد الناصر (15 tháng 1 năm 1918 – 28 tháng 8 năm 1970)                         | 25 tháng 2 – 8 tháng 3 năm 1954 11 ngày                    | Quân đội / Mặt trận Giải phóng     | Mohamed Naguib (1953 – 1954)          |
| (30) | không khung | Mohamed Naguib محمد نجيب (19 tháng 2 năm 1901 – 28 tháng 8 năm 1984)                                   | 8 tháng 3 – 18 tháng 4 năm 1954 41 ngày                    | Quân đội / Mặt trận Giải phóng     | Mohamed Naguib (1953 – 1954)          |
| (31) | không khung | Gamal Abdel Nasser جمال عبد الناصر (15 tháng 1 năm 1918 – 28 tháng 8 năm 1970)                         | 18 tháng 4 năm 1954 – 22 tháng 2 năm 1958 3 năm, 310 ngày  | Quân đội / Mặt trận Giải phóng     | Gamal Abdel Nasser (1954 – 1958)      |
| (31) | không khung | Gamal Abdel Nasser جمال عبد الناصر (15 tháng 1 năm 1918 – 28 tháng 8 năm 1970)                         | 18 tháng 4 năm 1954 – 22 tháng 2 năm 1958 3 năm, 310 ngày  | Liên minh Nhân dân                 | Gamal Abdel Nasser (1954 – 1958)      |
| • Cộng hòa Ả Rập Thống nhất (1958 – 1971) •                                                                |             | |                                                            |                                    |                                       |
| (31) | không khung | Gamal Abdel Nasser جمال عبد الناصر (15 tháng 1 năm 1918 – 28 tháng 8 năm 1970)                         | 22 tháng 2 năm 1958 – 29 tháng 9 năm 1962 4 năm, 219 ngày  | Liên minh Nhân dân                 | Gamal Abdel Nasser (1958 – 1970)      |
| 32 | không khung | Ali Sabri على صبرى (30 tháng 8 năm 1920 – 3 tháng 8 năm 1991)                                          | 29 tháng 9 năm 1962 – 3 tháng 10 năm 1965 3 năm, 4 ngày    | Liên minh Nhân dân                 | Gamal Abdel Nasser (1958 – 1970)      |
| 32 | không khung | Ali Sabri على صبرى (30 tháng 8 năm 1920 – 3 tháng 8 năm 1991)                                          | 29 tháng 9 năm 1962 – 3 tháng 10 năm 1965 3 năm, 4 ngày    | Liên Hiệp Xã hội Chủ Nghĩa Ả Rập   | Gamal Abdel Nasser (1958 – 1970)      |
| 33 | không khung | Zakaria Mohieddin زكريا محيى الدين (5 tháng 7 năm 1918 – 15 tháng 5 năm 2012)                          | 3 tháng 10 năm 1965 – 10 tháng 9 năm 1966 342 ngày         | Liên Hiệp Xã hội Chủ Nghĩa Ả Rập   | Gamal Abdel Nasser (1958 – 1970)      |
| 34 | không khung | Mohamed Sedki Sulayman محمد صدقي سليمان (1919 – 28 tháng 3 năm 1996)                                   | 10 tháng 9 năm 1966 – 19 tháng 6 năm 1667 282 ngày         | Liên Hiệp Xã hội Chủ Nghĩa Ả Rập   | Gamal Abdel Nasser (1958 – 1970)      |
| (31) | không khung | Gamal Abdel Nasser جمال عبد الناصر (15 tháng 1 năm 1918 – 28 tháng 8 năm 1970)                         | 19 tháng 6 năm 1967 – 28 tháng 9 năm 1970 3 năm, 101 ngày  | Liên Hiệp Xã hội Chủ Nghĩa Ả Rập   | Gamal Abdel Nasser (1958 – 1970)      |
| 35 | không khung | Mahmoud Fawzi محمود فوزى (19 tháng 9 năm 1900 – 12 tháng 6 năm 1981)                                   | 21 tháng 10 năm 1970 – 2 tháng 9 năm 1971 316 ngày         | Liên Hiệp Xã hội Chủ Nghĩa Ả Rập   | Anwar Sadat (1970 – 1971)             |
| Chủ tịch Hội đồng Điều hành vùng Lãnh thổ phía Nam (Ai Cập) của • Cộng hòa Ả Rập Thống Nhất (1958– 1961) • |             | |                                                            |                                    |                                       |
| 1 | không khung | Nureddin Tarraf نور الدين طراف 1910 – 23 tháng 5 năm 1995)                                             | 7 tháng 10 năm 1958 – 20 tháng 9 năm 1960 1 năm, 349 ngày  | Liên minh Nhân dân                 | Gamal Abdel Nasser (1958 – 1961)      |
| 2 | không khung | Kamal el-Din Hussein كمال الدين حسين 1910 – 23 tháng 5 năm 1995)                                       | 20 tháng 9 năm 1960 – 16 tháng 8 năm 1961 330 ngày         | Liên minh Nhân dân                 | Gamal Abdel Nasser (1958 – 1961)      |
| • Cộng hòa A Rập Ai Cập (1971 – nay) •                                                                     |             | |                                                            |                                    |                                       |
| (35) | không khung | Mahmoud Fawzi محمود فوزى (19 tháng 9 năm 1900 – 12 tháng 6 năm 1981)                                   | 2 tháng 9 năm 1971 – 16 tháng 1 năm 1972 136 ngày          | Liên Hiệp Xã hội Chủ Nghĩa Ả Rập   | Anwar Sadat (1971 – 1981)             |
| 36 | không khung | Aziz Sedky عزيز صدقي (1 tháng 7 năm 1920 – 25 tháng 1 năm 2008)                                        | 16 tháng 1 năm 1972 – 26 tháng 3 năm 1973 1 năm, 69 ngày   | Liên Hiệp Xã hội Chủ Nghĩa Ả Rập   | Anwar Sadat (1971 – 1981)             |
| 37 | không khung | Anwar Sadat أنور السادات (25 tháng 12 năm 1918 – 6 tháng 10 năm 1981)                                  | 26 tháng 3 năm 1973 – 25 tháng 9 năm 1974 1 năm, 183 ngày  | Liên Hiệp Xã hội Chủ Nghĩa Ả Rập   | Anwar Sadat (1971 – 1981)             |
| 38 | không khung | Abdel Aziz Mohamed Hegazy عبد العزيز محمد حجازي (3 tháng 1 năm 1923 – 22 tháng 12 năm 2014)            | 25 tháng 9 năm 1974 – 16 tháng 4 năm 1975 203 ngày         | Liên Hiệp Xã hội Chủ Nghĩa Ả Rập   | Anwar Sadat (1971 – 1981)             |
| 39 | không khung | Mamdouh Salem ممدوح سالم (7 tháng 5 năm 1918 – 24 tháng 2 năm 1988)                                    | 16 tháng 4 năm 1975 – 2 tháng 10 năm 1978 3 năm, 169 ngày  | Liên Hiệp Xã hội Chủ Nghĩa Ả Rập   | Anwar Sadat (1971 – 1981)             |
| 39 | không khung | Mamdouh Salem ممدوح سالم (7 tháng 5 năm 1918 – 24 tháng 2 năm 1988)                                    | 16 tháng 4 năm 1975 – 2 tháng 10 năm 1978 3 năm, 169 ngày  | Đảng Xã hội Chủ nghĩa Ả Rập Ai Cập | Anwar Sadat (1971 – 1981)             |
| 40 | không khung | Mustafa Khalil مصطفى خليل (18 tháng 11 năm 1920 – 7 tháng 6 năm 1908)                                  | 2 tháng 10 năm 1978 – 15 tháng 5 năm 1980 1 năm, 226 ngày  | Đảng Dân chủ Dân tộc               | Anwar Sadat (1971 – 1981)             |
| (37) | không khung | Anwar Sadat أنور السادات (25 tháng 12 năm 1918 – 6 tháng 10 năm 1981)                                  | 15 tháng 5 năm 1980 – 6 tháng 10 năm 1981 1 năm, 144 ngày  | Đảng Dân chủ Dân tộc               | Anwar Sadat (1971 – 1981)             |
| 41 | không khung | Hosni Mubarak حسنى مبارك (4 tháng 5 năm 1928 – 25 tháng 2 năm 2020)                                    | 7 tháng 10 năm 1981 – 2 tháng 1 năm 1982 176 ngày          | Đảng Dân chủ Dân tộc               | Hosni Mubarak (1981 – 2011)           |
| 42 | không khung | Ahmad Fuad Mohieddin أحمد فؤاد محيي الدين (11 tháng 1 năm 1926 – 5 tháng 6 năm 1984)                   | 2 tháng 1 năm 1982 – 5 tháng 6 năm 1984 2 năm, 155 ngày    | Đảng Dân chủ Dân tộc               | Hosni Mubarak (1981 – 2011)           |
| 43 | không khung | Kamal Hassan Ali كمال حسن علي (18 tháng 9 năm 1921 – 27 tháng 3 năm 1993)                              | 17 tháng 7 năm 1984 – 4 tháng 9 năm 1985 1 năm, 49 ngày    | Đảng Dân chủ Dân tộc               | Hosni Mubarak (1981 – 2011)           |
| 44 | không khung | Aly Lotfy Mahmoud علي لطفى محمود (6 tháng 10 năm 1935 – 27 tháng 5 năm 2008)                           | 4 tháng 9 năm 1985 – 9 tháng 11 năm 1986 1 năm, 66 ngày    | Đảng Dân chủ Dân tộc               | Hosni Mubarak (1981 – 2011)           |
| 45 | không khung | Atef Sedky عاطف محمد نجيب صدقي 29 tháng 8 năm 1930 – 25 tháng 2 năm 2005)                              | 10 tháng 11 năm 1986 – 4 tháng 1 năm 1996 9 năm, 55 ngày   | Đảng Dân chủ Dân tộc               | Hosni Mubarak (1981 – 2011)           |
| 46 | không khung | Kamal Ganzouri كمال الجنزوري (12 tháng 1 năm 1933 – 31 tháng 3 năm 2021)                               | 4 tháng 1 năm 1996 – 5 tháng 10 năm 1999 3 năm, 274 ngày   | Đảng Dân chủ Dân tộc               | Hosni Mubarak (1981 – 2011)           |
| 47 | không khung | Atef Ebeid عاطف محمد عبيد (14 tháng 4 năm 1932 – 12 tháng 9 năm 2014)                                  | 5 tháng 10 năm 1999 – 14 tháng 7 năm 2004 4 năm, 283 ngày  | Đảng Dân chủ Dân tộc               | Hosni Mubarak (1981 – 2011)           |
| 48 | không khung | Ahmed Nazif أحمد نظيف (sinh 8 tháng 7 năm 1952)                                                        | 14 tháng 7 năm 2004 – 28 tháng 1 năm 2011 6 năm, 198 ngày  | Đảng Dân chủ Dân tộc               | Hosni Mubarak (1981 – 2011)           |
| 49 | không khung | Ahmed Shafik أحمد محمد شفيق (sinh 25 tháng 11 năm 1941)                                                | 28 tháng 1 – 3 tháng 3 năm 2011 33 ngày                    | Độc lập                            | Hosni Mubarak (1981 – 2011)           |
| 49 | không khung | Ahmed Shafik أحمد محمد شفيق (sinh 25 tháng 11 năm 1941)                                                | 28 tháng 1 – 3 tháng 3 năm 2011 33 ngày                    | Độc lập                            | Mohamed Hussein Tantawi (2011 – 2012) |
| 50 | không khung | Essam Sharaf عصام عبد العزيز شرف (sinh tháng 2 năm 1952)                                               | 3 tháng 3 – 7 tháng 12 năm 2011 279 ngày                   | Độc lập                            |                                       |
| (46) | không khung | Kamal Ganzouri كمال الجنزوري (12 tháng 1 năm 1933 – 31 tháng 3 năm 2021)                               | 7 tháng 12 năm 2011 – 2 tháng 8 năm 2012 239 ngày          | Độc lập                            |                                       |
| 51 | không khung | Hesham Qandil هشام قنديل (sinh 17 tháng 9 năm 1962)                                                    | 2 tháng 8 năm 2012 – 8 tháng 7 năm 2013 340 ngày           | Độc lập                            |                                       |
| 51 | không khung | Hesham Qandil هشام قنديل (sinh 17 tháng 9 năm 1962)                                                    | 2 tháng 8 năm 2012 – 8 tháng 7 năm 2013 340 ngày           | Độc lập                            | Mohamed Morsi (2012 – 2013)           |
| — | không khung | Hazem El Beblawi حازم الببلاوي (sinh 17 tháng 10 năm 1936)                                             | 9 tháng 7 năm 2013 – 1 tháng 3 năm 2014 235 ngày           | Độc lập                            | Adly Mansour (2013 – 2014)            |
| 52 | không khung | Ibrahim Mahlab إبراهيم محلب (sinh 12 tháng 4 năm 1949)                                                 | 17 tháng 6 năm 2014 – 19 tháng 9 năm 2015 1 năm, 202 ngày  | Độc lập                            | Adly Mansour (2013 – 2014)            |
| 52 | không khung | Ibrahim Mahlab إبراهيم محلب (sinh 12 tháng 4 năm 1949)                                                 | 17 tháng 6 năm 2014 – 19 tháng 9 năm 2015 1 năm, 202 ngày  | Độc lập                            | Abdel Fattah el-Sisi (2014 – nay)     |
| 53 | không khung | Sherif Ismail شريف إسماعيل (sinh 6 tháng 7 năm 1955 — 4 tháng 2 năm 2023)                              | 19 tháng 9 năm 2015 – 7 tháng 6 năm 2018 2 năm, 261 ngày   | Độc lập                            |                                       |
| 54 | không khung | Moustafa Madbouly مصطفي مدبولي (sinh 28 tháng 4 năm 1966)                                              | 14 tháng 6 năm 2018 – nay 6 năm, 295 ngày                  | Độc lập                            |                                       |